# مناسه (پادشاه یهودا)
مناسه (به عبری: מְנַשֶּׁה‎) چهاردهمین پادشاه پادشاهی یهودا و بزرگ‌ترین پسر حزقیا بود. او در سن ۱۲ سالگی پادشاه شد و ۵۵ سال سلطنت کرد.

## روابط با آشور
هنگامی که سلطنت مناسه آغاز شد، سناخریب پادشاه آشور بود. در اسناد آشوری از مناسه به عنوان یکی از وابستگان معاصر و وفادار اسرحدون، پسر و جانشین سناخریب یاد شده‌است. اسناد آشوری مناسه را در میان بیست و دو پادشاهی که جهت تهیه مصالح برای پروژه‌های ساختمانی اسرحدون همکاری می‌کردند، فهرست می‌کنند. اسرحدون در سال ۶۶۹ پیش از میلاد درگذشت و پسرش آشوربانی‌پال جانشین او شد. او نیز از مناسه به عنوان یکی از چندین دست‌نشانده خود نام می‌برد که به لشکرکشی او علیه مصر کمک کردند.